# Kalisz Pomorski (stacja kolejowa)
Kalisz Pomorski – stacja kolejowa w Kaliszu Pomorskim w województwie zachodniopomorskim, w Polsce.

## Ruch pasażerski
| Rok  | Wymiana pasażerska na dobę |
| ---- | -------------------------- |
| 2017 | 150-199                    |
| 2022 | 100-149                    |

Stacja kolejowa, położona na peryferiach miasta, przez dłuższy czas była nieczynna. Obecnie (od 1 września 2006) na linii tej został wznowiony ruch. Połączenie ze Szczecinem (lub skrócone do Stargardu) obsługują autobusy szynowe zakupione przez Urząd Marszałkowski woj. zachodniopomorskiego. Stacja posiadała wcześniej budynek, ale został już rozebrany. 1 września 2012 z tej stacji wznowiono połączenie kolejowe do Piły przez Tuczno i Wałcz po 12 latach przerwy, tzn. od 23 czerwca 2000.